# 345648 Adyendre
A 345648 Adyendre, korábbi, ideiglenes nevén 2006 TZ6 a Naprendszer kisbolygóövének egyik kisbolygója. Sárneczky Krisztián és Csák Balázs fedezték fel 2006. október 1-én a Piszkéstetői Obszervatóriumban, az elnevezési javaslatot 2021. május 14-én fogadta el a Nemzetközi Csillagászati Unió. Az aszteroidák Veritas-családjához tartozik. A felfedezők elmondása szerint jó lett volna, ha még a 2019-es emlékév alkalmából megtörtént volna a hivatalos elnevezés, azonban adminisztratív változások miatt vált csak 2021-ben hivatalossá a név.